# Рахин (Уэксфорд)
Рахин (англ. Raheen; ирл. An Ráithín) — деревня в Ирландии, находится в графстве Уэксфорд (провинция Ленстер).
В деревне есть своя церковь.